# Rollhockey-Weltmeisterschaft 1956
Die Rollhockey-Weltmeisterschaft 1956 war die zwölfte Weltmeisterschaft in Rollhockey. Sie fand vom 26. Mai bis zum 2. Juni 1956 in Porto statt. Organisiert wurde das Turnier von der Fédération Internationale de Roller Sports und war zudem die Rollhockey-Europameisterschaft.
Die elf teilnehmenden Mannschaften spielten im Liga-System gegeneinander.
Es wurden 55 Spiele gespielt, in denen 247 Tore erzielt wurden. Sieger des Turniers wurde Portugal. Es war Portugals sechster Titel.

## Teilnehmer
Am Turnier nahmen folgende elf Mannschaften teil:
| 10 aus Europa | Belgien | Frankreich | Spanien (Titelverteidiger) | Schweiz | Portugal (Gastgeber) | Italien | England | Norwegen | Niederlande | Deutschland |

| Eine aus Südamerika | Brasilien |

## Liga
| Mannschaften   | Niederlande | Frankreich 1946 | Italien | Belgien | Norwegen | Brasilien 1889 | Deutschland Bundesrepublik | Spanien 1945 | England | Portugal | Schweiz |
| -------------- | ----------- | --------------- | ------- | ------- | -------- | -------------- | -------------------------- | ------------ | ------- | -------- | ------- |
| Niederlande    | -           |                 |         |         |          |                |                            |              |         |          |         |
| Frankreich     | (0:0)       | -               |         |         |          |                |                            |              |         |          |         |
| Italien        | (2:0)       | (1:1)           | -       |         |          |                |                            |              |         |          |         |
| Belgien        | (0:1)       | (3:1)           | (0:7)   | -       |          |                |                            |              |         |          |         |
| Norwegen       | (2:2)       | (0:1)           | (4:6)   | (1:3)   | -        |                |                            |              |         |          |         |
| Brasilien      | (0:3)       | (4:5)           | (1:3)   | (3:4)   | (4:1)    | -              |                            |              |         |          |         |
| BR Deutschland | (3:1)       | (2:1)           | (1:0)   | (6:0)   | (1:0)    | (4:0)          | -                          |              |         |          |         |
| Spanien        | (6:0)       | (8:0)           | (1:1)   | (7:0)   | (6:0)    | (6:0)          | (1:1)                      | -            |         |          |         |
| England        | (2:1)       | (4:1)           | (1:0)   | (4:2)   | (1:1)    | (5:0)          | (2:0)                      | (1:7)        | -       |          |         |
| Portugal       | (4:1)       | (6:0)           | (1:1)   | (3:1)   | (10:1)   | (5:0)          | (3:1)                      | (1:0)        | (6:1)   | -        |         |
| Schweiz        | (1:2)       | (3:1)           | (0:4)   | (3:3)   | (5:2)    | (6:0)          | (1:0)                      | (2:7)        | (4:2)   | (0:5)    | -       |

### Tabelle
| Pl. | Team           | Sp | S | U | N | Tore  | Diff | Punkte |
| --- | -------------- | -- | - | - | - | ----- | ---- | ------ |
| 1   | Portugal       | 10 | 9 | 1 | 0 | 44:6  | +38  | 19     |
| 2   | Spanien        | 10 | 7 | 2 | 1 | 49:6  | +43  | 16     |
| 3   | Italien        | 10 | 5 | 3 | 2 | 25:10 | +15  | 13     |
| 4   | BR Deutschland | 10 | 6 | 1 | 3 | 19:9  | +10  | 13     |
| 5   | England        | 10 | 6 | 1 | 3 | 23:22 | +1   | 13     |
| 6   | Schweiz        | 10 | 5 | 1 | 4 | 25:26 | −1   | 11     |
| 7   | Niederlande    | 10 | 3 | 2 | 5 | 11:20 | −9   | 8      |
| 8   | Belgien        | 10 | 3 | 1 | 6 | 16:36 | −20  | 7      |
| 9   | Frankreich     | 10 | 2 | 2 | 6 | 11:31 | −20  | 6      |
| 10  | Brasilien      | 10 | 1 | 0 | 9 | 12:42 | −30  | 2      |
| 11  | Norwegen       | 10 | 0 | 2 | 8 | 12:39 | −27  | 2      |